# Mocidade Amazonense
O Grêmio Recreativo Cultural Escola de Samba Mocidade Amazonense é uma escola de samba da cidade de Guarujá que participa do Carnaval de Santos, onde já foi campeã em 1992 e 2009.

## História
A escola foi criada em 25 de dezembro de 1972, oriunda de um time de futebol. Seus integrantes reuniam-se na Praça da Alegria, e recebeu o nome da rua que abrigava o time.[carece de fontes?]
Os fundadores da escola foram: Jodenir Nunes, Antônio Alves (Fuinha), Manoel Carlos (Leivinha), Waltercides Bispo (Cidão). Dentre os Baluartes da Escola, podemos citar: Taíco, Eronildes (Pacote), Renato Sales, Soares, Nadil, Yedo Alves (Cáula), Chaves, Paulinho Madrugada, Sargento Chicão, Mazinho, Antônio Barros (Seu Gordura), Luiz Henrique (Lambari), Airton (Cataca), Eraldo Alves (Lalado), Bene da Rosalina, Massinha, William Rocha, Nelson Alves Filho (Nelsinho), Biludo, Dona Neusa, Mestres Nei e Laercio, Ademar Eugenio, Lucas Assunção Martins das Neves, Dinho e Potrinho do Pandeiro. Também citamos Maria Alves da Silva como primeira madrinha da Escola.
Depois de 5 anos sem desfiles oficiais em Santos, em 2006 a escola reeditou o carnaval de1981, que falava sobre as flores e a primavera, mas com o transtorno da volta dos desfiles em cima da hora, a escola fez um carnaval com pouco recurso e mal estruturado. Mesmo com um belo samba, a escola, que foi a primeira a desfilar, ficando na oitava colocação.
Em 2007, a escola trouxe para a Passarela Dráusio da Cruz a história do perfume, com um belo samba enredo, um desfile colorido e alegorias bem acabadas, valeram a sétima colocação.
Já em 2008, trouxe como tema o circo, mas infelizmente uma forte chuva caiu sobre o desfile, atrapalhando a evolução da escola. A Amazonense, nesse ano, perdeu um de seus fundadores que contraiu uma pneumonia causada pela chuva. A escola terminou na sétima colocação, mesmo assim, desfilou com garra e com fantasias bem acabadas e alegorias luxuosas.
O maior estado do Brasil foi homenageado em 2009, a escola cantou o samba sobre os "Mananciais de águas do estado do Amazonas (AM)", com um samba que até hoje não sai da cabeça dos torcedores da escola. Ela fez um desfile animado e saiu aclamada pelo publico e imprensa,  com um desfile que marcou pela criatividade e originalidade, sendo que, desde 1992, não ganhava um título. Foi a grande campeã do carnaval santista depois de uma disputa aciradíssima com a X-9, que foi a vice-campeã por um critério de desempate que gerou muita revolta e discussão, mas foi mantido.
No ano seguinte, buscando o bicampeonato, contou a história da MPB com alegorias grandiosas e fantasias luxuosas, mas com uma falha de harmonia; algumas alas da escola saíram no lugar errado, pecando no quesito enredo. Além disso, o Abre alas teve problemas na concentração por causa de um pneu furado, atrasando o desfile e assim, ficando na quarta colocação.
Em 2011, o enredo foi "Uma história de amor, Mocidade Amazonense faz pulsar seu coração",  trouxe um carnaval de superação e luxo. Faltando apenas dois dias para o desfile, dois carros pegaram fogo, mas a comunidade ajudou muito, e os carros foram reconstruídos. O desfile levantou as arquibancadas, mas quando o segundo carro chegou ao final do desfile, o condutor desmaiou e o carro bateu na arquibancada, abrindo um buraco entre uma ala e o carro. O Indio Guerreiro todo articulado fechou o desfile, e a escola terminou novamente na quarta colocação.
Em 2012, a Mocidade Amazonense trouxe o mundo da imaginação como enredo, com alegorias luxuosas, fantasias bem acabadas e um samba muito contagiante. A escola ficou a 1,5 ponto do título, perdendo para a X-9. No ano de 2012 (Maio de 2012) fundou-se a Velha Guarda da Mocidade Amazonense sendo oficializada a data de fundação em 12 de Junho de 2012, idealizada e fundada por um componente da Mocidade Amazonense desde 78. Ailton Santos, tornou-se Presidente Fundador. Essa fundação fez com que vários componentes se reunissem. Que ao longo dos tempos estavam esquecidos. Em 2013, a Velha Guarda da Mocidade Amazonense entra oficialmente na Passarela do Samba Dráuzio da Cruz, com trajes típicos e tradicionais de uma Velha Guarda.
No ano de 2013 a Amazonense, fez um desfile belíssimo e para brigar pelo título com um samba que caiu na boca do povo, com carros muito bem acabados e fantasias luxuosas a escola fez uma homenagem aos nordestinos que vieram para São Paulo, infelizmente neste ano, no segundo dia de desfiles uma Alegoria da escola de samba Sangue Jovem bateu na rede elétrica já na dispersão causando a morte de 4 pessoas o que acabou cancelando o carnaval. Neste dia a Unidos dos Morros, X-9 e União Imperial ficaram sem desfilar.
Em 2014 a verde e branco entrou na passarela com 15 minutos de atraso devido a um apagão ocorrido durante a concentração da escola, a comissão de frente da escola que chegou em cima da hora foi o grande prejuízo nas notas. Com a chuva que caiu durante sua apresentação, alguns chapéus dos integrantes caíram, levandoa perda de pontos no quesito. A bateria foi o grande destaque do desfile, com um samba questionado e julgado como sendo difícil de cantar, a escola apresentou o enredo Mãe África: A exuberante realeza de uma rica civilização que o mundo não viu! Mesmo com alguns problemas a escola fez uma grande apresentação e terminou na 3ª colocação.
Buscando o tri-campeonato no carnaval Santista,  em 2015 a Mocidade Amazonense trouxe o enredo Sonhe! Deixe para trás a realidade e vem brincar com a Mocidade, falando sobre as brincadeiras infantis, a expectativa era boa, mesmo com a leve chuva que caiu durante a concentração, porém um tripé que estava acoplado ao carro abre-alas quebrou na entrada da passarela, fazendo com que duas alas passassem a frente do carro, este fato custou caro na pontuação da escola nos quesitos, Alegoria, Enredo e Evolução, mesmo com o problema a escola levantou as arquibancadas e fez um desfile alegre e colorido, fechando dentro do tempo permitido. A escola terminou novamente na 3ª colocação. Logo após o carnaval houve uma reformulação na diretoria da escola, e foi eleito o novo presidente Jair Babão para assumir a escola.
No ano de 2016 muita coisa mudou na agremiação desde a reforma na quadra a chega de reforços como o intérprete Nino do Milênio da Inocentes de Belford Roxo e o diretor musical Lucas Donato da Acadêmicos do Grande Rio, ambas do Rio de Janeiro além do carnavalesco Mauro Xuxa que estava na Tatuapé, com o enredo Majestosa Santos em Fatos e Prosa, uma homenagem aos 470 anos da Cidade de Santos fez um desfile que foi um dos melhores da década, com alegorias e fantasias luxosas além do samba que venceu o estandarte santista, a escola saiu aclamada por todas as arquibancadas e chegou a dispersão aos gritos de ´´É Campeã``, porém após uma apuração marcada por confusões e quebra-quebra a campeã foi a Unidos dos Morros e a Mocidade Amazonense ficou na terceira posição, um resultado considerado injusto pela maioria do público pois a escola havia vencido todas as enquetes, assim a escola foi considerada a ´´Campeã do Povo`` de 2016.
Após alguns dias da apuração a agremiação deixou a Liga das Escolas de Samba de Santos juntamente as escolas União Imperial e X-9 .
Para 2017 a escola cantou a cidade de Holambra e trouxe o carnavalesco Wallacy Vinicyos, do Rio de Janeiro, comovida pela emoção da perda do presidente Jair Babão que morreu em 2016 a agremiação de Guarujá fez um desfile memorável e talvez o melhor da escola. A Mocidade Amazonense foi a última a passar pela passarela, apresentou um carnaval colorido, grandioso e com um acabamento primoroso nas alegorias e fantasias, durante o desfile a escola distribuiu flores que vieram de Holambra para o público presente, além do público que estava presente ter ovacionado a escola, os internautas que assistiram pela Televisão elegeram a escola como a melhor do ano e deram a nota 10, assim vencendo o Estandarte Unisanta . Mesmo com todos os comentários favoráveis a respeito do desfile, muitos feitos até por integrantes de outras escola, o resultado da apuração foi outro, a Amazonense amargou um 4°Lugar considerado injusto pelo desfile apresentado. Após esse resultado reacendeu-se os comentários que a escola não conseguiu o título devido ser a única agremiação que não é da cidade de Santos.

## Segmentos

### Presidentes
| Período     | Nome                      | Ref.        |
| ----------- | ------------------------- | ----------- |
|             | Adriano Ferreira da Silva | [ 7 ]       |
| 2015 – 2016 | Jair Babão                | [ 8 ] [ 9 ] |
| 2016 – 2017 | Pedro Teixeira            | [ 10 ]      |
| 2017 – 2018 | Guilherme Evangelista     |             |
| 2018 - 2020 | Daniel Marcelo Tavares    |             |

### Presidentes de honra
| Nome                  | Ref.  |
| --------------------- | ----- |
| Carlinhos da Pedreira | [ 7 ] |

### Intérpretes
| Carnavais | Intérprete oficial                |
| --------- | --------------------------------- |
| 2007-2011 | Ricardo Jacaré                    |
| 2012      | Ricardo Jacaré e Anderson Atração |
| 2013-2015 | Ricardo Jacaré                    |
| 2016-2017 | Ricardo Jacaré e Nino do Milênio  |
| 2018-     | Ricardo Jacaré e Anderson Atração |

### Diretores
| Ano       | Direção de Carnaval             | Direção de Harmonia       | Mestre de Bateria | Ref.   |
| --------- | ------------------------------- | ------------------------- | ----------------- | ------ |
| 2012      | Patrícia Vasconcelos            | Ney Peres e Ailton Santos | Sérgio dos Santos | [ 7 ]  |
| 2015-2016 | Guilherme Madrugada e Renatinho | Tetê                      | Pepeu             | [ 11 ] |
| 2017      | Guilherme Madrugada e Renatinho | Maguila                   | Pepeu             |        |
| 2018-2019 | Guilherme Madrugada e Renatinho | Ricardo Veneziano         | Pepeu             |        |
| 2020      | Comissão de Carnaval            | Ricardo Veneziano         | Pepeu             | [ 12 ] |

### Coreógrafo
| Ano       | Nome               | Ref.   |
| --------- | ------------------ | ------ |
| 2016-2017 | Nildo Jafer        | [ 7 ]  |
| 2018-2019 | Chiquinho The Best |        |
| 2020-     | Roberta Castro     | [ 12 ] |

### Mestre-sala e Porta-Bandeira
| Ano       | Nome                              | Ref.  |
| --------- | --------------------------------- | ----- |
| 2012      | Jadir Príncipe e Valéria Graciosa | [ 7 ] |
| 2016-2017 | Jefferson e Janny Moreno          | [ 9 ] |
| 2018      | Ruhanan Pontes e Janny Moreno     |       |

### Corte de bateria
| Período   | Rainha de bateria | Madrinha de Bateria |
| --------- | ----------------- | ------------------- |
| 2016      | Lezir Ferreira    | Ariellen Domiciano  |
| 2017-2018 | Narjara Carmo     | Ariellen Domiciano  |
| 2019      | Janaina Paiva     | Ariellen Domiciano  |
| 2020      | Janaína Paiva     | Priscila Dias       |

## Carnavais
| Ano  | Colocação       | Divisão        | Enredo | Carnavalesco                  | Ref.   |
| ---- | --------------- | -------------- | --- | ----------------------------- | ------ |
| 1973 | Campeã          | Guarujá        | Amazonas das pedras verdes |                               |        |
| 1974 | Campeã          | Guarujá        | Quilombo dos Palmares (Compositores: Fuinha e Leivinha) |                               |        |
| 1975 | Campeã          | Guarujá        | São Paulo chapadão de glórias |                               |        |
| 1976 | Campeã          | Guarujá        | Exaltação a Chico Viola |                               |        |
| 1977 | Campeã          | Guarujá        | Influências negras no torrão brasileiro! | Comissão de Carnaval          |        |
| 1977 | Campeã          | Grupo 2        | Influências negras no torrão brasileiro! | Comissão de Carnaval          |        |
| 1978 | Campeã          | Guarujá        | Folclore a alma do povo | Comissão de Carnaval          |        |
| 1978 | 3º lugar        | Grupo 1        | Folclore a alma do povo | Comissão de Carnaval          |        |
| 1979 | Campeã          | Guarujá        | Um cenário de lindas canções | Comissão de Carnaval          |        |
| 1979 | 4º lugar        | Grupo 1        | Um cenário de lindas canções | Comissão de Carnaval          |        |
| 1980 | Campeã          | Guarujá        | A lenda da Princesa Acaiaca - Esplendor de um Novo Império | Comissão de Carnaval          |        |
| 1980 | 3º lugar        | Grupo 1        | A lenda da Princesa Acaiaca - Esplendor de um Novo Império | Comissão de Carnaval          |        |
| 1981 | 3º lugar        | Grupo 1        | Viagem encantanda ao paraiso das flores (Compositores: Ademar Eugênio, Benê da Rosalina e Dijaca) | Comissão de Carnaval          |        |
| 1982 | 4º lugar        | Grupo 1        | Feitiço da Ilha | Comissão de Carnaval          |        |
| 1983 | 4º lugar        | Grupo 1        | No reino das Amazonas - A lenda do pequeno curumim | Comissão de Carnaval          |        |
| 1984 | Campeã          | Guarujá        | Dona Beija, a tirana de Minas | Comissão de Carnaval          |        |
| 1985 | Campeã          | Guarujá        | Sonhei que voava e um dia voei! | Comissão de Carnaval          |        |
| 1985 | 5º lugar        | Grupo 1        | Sonhei que voava e um dia voei! | Comissão de Carnaval          |        |
| 1986 | Desclassificada | Guarujá        | Tibiriti a epopéia abracadábrica | Valdery de Almeida            |        |
| 1986 | 3º lugar        | Grupo 1        | Tibiriti a epopéia abracadábrica | Valdery de Almeida            |        |
| 1987 | 3º lugar        | Grupo 1        | Elis - agora sou uma estrela | Valdery de Almeida            |        |
| 1988 | 5º lugar        | Grupo 1        | Valongo, A porta da cultura negra no Brasil | Zé Gogó                       |        |
| 1989 | 5º lugar        | Grupo 1        | Escorreguei, quase caí - A cultura da Banana no Brasil | Comissão de Carnaval          |        |
| 1990 | Vice-Campeã     | Grupo 1        | Chega! Vem um grito do Xingu | Comissão de Carnaval          |        |
| 1991 | 3º lugar        | Grupo 1        | E agora Brasil? | Comissão de Carnaval          |        |
| 1992 | Campeã          | Grupo 1        | Dias Gomes - Uma Epopéia do Teatro Brasileiro! | Comissão de Carnaval          |        |
| 1993 | 3º lugar        | Grupo 1        | África Brasil | Beto Rachid e Gaúcho          |        |
| 1994 | Campeã          | Guarujá        | A boêmia santista - (é noite, a boêmia está no ar) | Beto Rachid e Gaúcho          |        |
| 1995 | 4º lugar        | Grupo 1        | Santos, Velhos carnavais que não voltam nunca mais | Comissão de Carnaval          |        |
| 1996 | 3º lugar        | Grupo 1        | A história das mascaras | Comissão de Carnaval          |        |
| 1997 | Vice-Campeã     | Grupo 1        | Do Sonho à realidade - 25 Anos de Amazonense | Comissão de Carnaval          |        |
| 2006 | 8º lugar        | Grupo Especial | Viagem encantada ao paraíso das flores! Reedição do enredo de 1981 (Compositores: Ademar Eugênio, Benê da Rosalina e Dijaca) | Comissão de Carnaval          |        |
| 2007 | 7º lugar        | Grupo Especial | Do Egito à França, com incensos e fragâncias a Mocidade entra na dança! (Compositores: Carlos Henrique, Formiga, Naldo do Beco, Sidney Melodia e Mário Lúcio)                                                                       | José Luiz                     |        |
| 2008 | 7º lugar        | Grupo Especial | O meu, o seu, o dele, o circo que existe dentro de cada um de nós! (Compositores: Márcio Galheta e Tubarão) | Comissão de Carnaval          |        |
| 2009 | Campeã          | Grupo Especial | Amazonas, manancial das águas! (Compositores: Ademarzinho do Cavaco, Macumba, Macumbinha e Paulo Chiclete) | Comissão de Carnaval          | [ 13 ] |
| 2010 | 4º lugar        | Grupo Especial | O que já não toca no rádio, ainda toca em nossos corações - Uma viagem musical pelo Brasil de valores imortais! (Compositores: Ademarzinho do Cavaco, Makumba, Paulo da Magia, Makumbinha, Fabinho, Paulinho Chiclete e Toninho 44) | Comissão de Carnaval          | [ 14 ] |
| 2011 | 4º lugar        | Grupo Especial | Uma história de amor, Mocidade Amazonense faz pulsar meu coração! (Compositores: Anderson Atração, Elizeu Rodrigo, Fernando Negrão, Mário Lúcio, Naldo do Beco e Ricardo Atração)                                                   | Anselmo Brito                 |        |
| 2012 | 3º lugar        | Grupo Especial | Venha com a Mocidade Amazonense voltar a ser criança no mundo da imaginação! (Compositores: Naldo do Beco, Mario Lucio, Fernando Negrão, Elizeu Rodrigo, Tubarão, Erick Sapão e Marquinho Maluko)                                   | Anselmo Brito                 | [ 7 ]  |
| 2013 | Não foi julgada | Grupo Especial | Óxente, cabra da peste, Amazonense abraça os filhos do nordeste! (Compositores: Paulinho, Erasmo Dias, Dilermando da Cuíca, Mario Soares, Adilson Mocidade, Bolinha)                                                                | Comissão de Carnaval          |        |
| 2014 | 3º lugar        | Grupo Especial | Mãe África: A exuberante realeza de uma rica civilização que o mundo não viu! (Compositores: Gilson Caffé, Sandro Simões, Hermes Sobral, Junão Lima, Carauba, Tim Cardoso, Pedrinho da Rima e Peter Pan)                            | Comissão de Carnaval          |        |
| 2015 | 3º lugar        | Grupo Especial | Sonhei! Deixe para trás a realidade e vem brincar com a Mocidade! (Compositores: Anderson Atração, Aydan 7 Cordas, Bill, Marcelo Charuto, Nando Ribeiro, Tim Cardoso, Valtinho Jr., Victtor Pimentel e Walmir)                      | Anselmo Brito                 | [ 11 ] |
| 2016 | 3º lugar        | Grupo Especial | Majestosa Santos em Fatos e Prosa | Mauro Xuxa e Wallacy Vinicyos | [ 9 ]  |
| 2017 | 4º lugar        | Grupo Especial | Holambra - A Holanda Brasileira | Wallacy Vinicyos              |        |
| 2018 | 4º lugar        | Grupo Especial | Anastácia - Princesa dos olhos da cor do céu | Wallacy Vinicyos              |        |
| 2019 | 4º lugar        | Grupo Especial | Guarujá-Guaryyá: Viagem a Ilha do sol - A verdadeira pérola do atlântico | Cebola                        |        |
| 2020 | 5º lugar        | Grupo Especial | Quilombo do Samba - Coisa de Pele | Cebola                        | [ 12 ] |
| 2023 | 4° lugar        | Grupo Especial | Mocidade Amazonense, 50 Anos de uma História de Amor e Tradição | Comissão de Carnaval          |        |
| 2024 | 3º lugar        | Grupo Especial | Um Dia Pra Lá de Arretado | André Machado                 |        |
| 2025 | 4° lugar        | Grupo Especial | Nas páginas da memória, a Amazonense conta a sua história | Comissão de Carnaval          |        |

## Títulos
|  | Grupo    | Títulos | Vitórias   |
|  | Especial | 2       | 1992, 2009 |
|  | Acesso   | 1       | 1977       |